# Eustomias bigelowi
Eustomias bigelowi es una especie de pez de la familia Stomiidae en el orden de los Stomiiformes.

## Morfología
• Los machos pueden llegar alcanzar los 19,8 cm de longitud total.

## Hábitat
Es un pez de mar y de aguas  tropicales que vive hasta 500 m de profundidad

## Distribución geográfica
Se encuentra en el  Atlántico occidental central (entre 20 a 35 ° N y 35 a 90 · w), el  Atlántico sur (entre 0-25 ° S y 0 -30 ° W), el Índico occidental y el Pacífico (cerca de Hawái ).